# Josef Lukšík
Josef Lukšík (16. července 1934 - 27. října 2024) byl český silniční motocyklový závodník. Motocyklový závodník je i jeho stejnojmenný syn.

## Závodní kariéra
V mistrovství Československa startoval v letech 1956-1968. V celkové klasifikaci skončil nejlépe na druhém místě ve třídě do 500 cm³ v roce 1958, na druhém místě v sidecarech v roce 1960 a na třetím místě ve třídě do 250 cm³ v roce 1961. V roce 1962 při závodě 300 zatáček Gustava Havla skončil ve třídě do 250 cm³ na 3 místě.

## Umístění
- Mistrovství Československa silničních motocyklů
  - 1956 do 250 cm³ - 9. místo
  - 1957 do 250 cm³ - 9. místo
  - 1957 do 350 cm³ - 8. místo
  - 1958 do 500 cm³ - 2. místo
  - 1959 do 250 cm³ - 5. místo
  - 1960 do 250 cm³ - 4. místo
  - 1960 do 350 cm³ - 6. místo
  - 1960 sidecary - 2. místo
  - 1961 do 250 cm³ - 3. místo
  - 1961 do 350 cm³ - nebodoval
  - 1961 sidecary - 5. místo
  - 1962 do 250 cm³ - 16. místo
  - 1963 do 250 cm³ - 8. místo
  - 1964 do 350 cm³ - 8. místo
  - 1965 do 350 cm³ - 12. místo
  - 1966 do 350 cm³ - 19. místo
  - 1968 do 350 cm³ - 17. místo
- 300 ZGH
  - 1962 3. místo do 250 cm³